# Cindy Ngamba
Cindy Ngamba (Douala, 7 settembre 1998) è una pugile camerunese della categoria dei pesi medi. Ai Giochi di Parigi del 2024 ha ottenuto una medaglia di bronzo, passando alla storia come la prima atleta medagliata della storia degli Atleti Olimpici Rifugiati, di cui è stata anche portabandiera in quella edizione.

## Biografia
Cindy Ngamba è nata in Camerun. All'età di 11 anni si trasferisce nel Regno Unito con suo zio e suo fratello Kennet per raggiungere il padre. Qualche anno dopo, nel 2016, quando suo zio ritorna in Camerun, scopre che questi aveva smarrito i documenti di immigrazione di Ngamba e di essere stata portata illegalmente nel Regno Unito, impedendole momentaneamente di entrare in college.
A 18 anni fa coming out. Nel 2019, insieme a suo fratello, fu arrestata in un ufficio immigrazione e portata in un centro di espulsione a Londra, nel quale rimase per 48 ore rischiando l'espulsione in Camerun, che avrebbe comportato l'arresto nel Paese di nascita, in quanto l'omosessualità è illegale e punita con una pena da 6 mesi a 5 anni di reclusione. Per essere quindi protetta, le è stato riconosciuto lo status di rifugiata.
Ha sofferto di depressione e bulimia ed è stata vittima di bullismo a causa del suo pessimo inglese e del suo peso. Proprio per perdere peso, ha iniziato a praticare sport, inizialmente calcio e poi anche il pugilato.
Non potendo rappresentare il Camerun a causa dell'omosessualità dichiarata, gareggia per gli atleti rifugiati, ma spera in futuro di riuscire a rappresentare il Regno Unito, per riconoscenza per l'accoglienza ricevuta. Già per i Giochi olimpici di Parigi 2024, la federazione di pugilato del Regno Unito ha cercato di farle ottenere, senza successo, la cittadinanza.
Una volta iscrittasi all'università, nel 2023 si è laureata con lode in Criminologia all'Università di Bolton.

## Palmarès
- Giochi olimpici
- Parigi 2024: bronzo nei pesi medi